# Đạo luật Chính sách Hoa Kỳ–Hồng Kông
Đạo luật Chính sách Hoa Kỳ–Hồng Kông hay còn được gọi là Đạo luật Chính sách Hồng Kông (PL số 102-383m 106 Điều 1448) là một đạo luật năm 1992 được Quốc hội Hoa Kỳ ban hành. Nó cho phép Hoa Kỳ tiếp tục đối xử với Hồng Kông tách biệt với Trung Quốc đại lục cho các vấn đề liên quan đến xuất khẩu thương mại và kiểm soát kinh tế sau khi bàn giao năm 1997.

## Nội dung
Đạo luật nêu rõ rằng Hồng Kông duy trì hệ thống kiểm soát xuất khẩu của riêng mình miễn là nó thích nghi với các tiêu chuẩn quốc tế. Đạo luật này cũng liên quan đến "các công nghệ nhạy cảm", đòi hỏi Hồng Kông phải bảo vệ các công nghệ này khỏi việc sử dụng không đúng cách. Hoa Kỳ sẽ thực hiện nghĩa vụ với Hồng Kông theo các thỏa thuận quốc tế bất kể Cộng hòa Nhân dân Trung Hoa có phải là người tham gia thỏa thuận cụ thể cho đến khi các nghĩa vụ được sửa đổi hoặc chấm dứt. Nếu Hồng Kông trở nên ít tự chủ hơn, tổng thống Mỹ có thể thay đổi cách áp dụng luật. Phó Trợ lý Bộ trưởng Kiểm soát Xuất khẩu của Bộ Ngoại giao Mỹ tuyên bố Hoa Kỳ sẽ không định kiến trước tình hình giám sát.
Do các thành viên Đạo luật COCOM đã chỉ định Hồng Kông là "quốc gia hợp tác" từ năm 1992 cho đến khi CoCom ngừng hoạt động vào năm 1994.

## Phản ứng
Trước khi bàn giao Hồng Kông, cựu Thượng nghị sĩ Jesse Helms (khi đó là Chủ tịch Ủy ban Đối ngoại Thượng viện Hoa Kỳ và là người ủng hộ Đạo luật) đã viết trong một ý kiến cho Wall Street Journal về những lợi ích mà Đạo luật mang lại cho mối quan hệ giữa Hồng Kông và Hoa Kỳ.
Bắc Kinh chỉ trích hành động này, mô tả nó là sự can thiệp của nước ngoài vào các vấn đề đối nội của Trung Quốc.
Các học giả, thành viên từ / các tổ chức với phe dân chủ Hồng Kông và các Dân biểu Hoa Kỳ đã kêu gọi Đạo luật được xem xét liên quan đến đề xuất dự luật dẫn độ Hồng Kông năm 2019, các cuộc biểu tình tiếp theo chống lại nó và giới thiệu tiếp theo về Đạo luật Nhân quyền và Dân chủ Hồng Kông.